# Eois carmenata
Eois carmenata là một loài bướm đêm trong họ Geometridae.